# 레이시 에반스

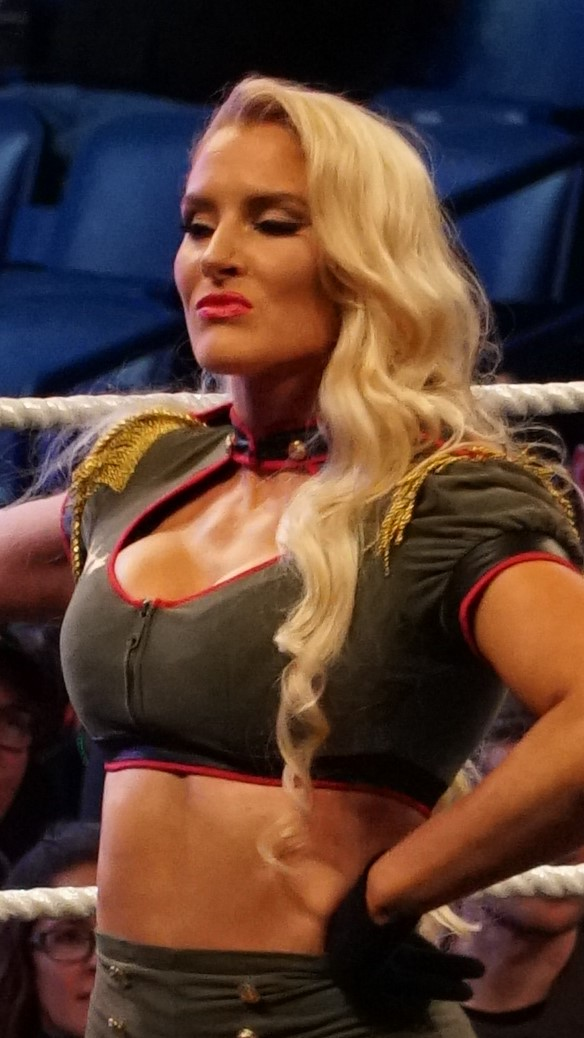
레이시 에반스 (2018년)

레이시 에반스(Lacey Evans)는 본명은 메이시 에스트레야-캐들렉(Macey Estrella-Kadlec)이다. 1990년 3월 24일 미국의 여자 프로레슬링선수다. 키는 174cm(5 ft 8 in)에다가 몸무게는 55kg(121 lb)이다. 피니쉬는 더 우먼스 라이트(라이트-핸드 넉아웃 훅), 다이빙 문설트로 사용을 한다. 학창 시절에는 상당한 비만에 소심한 성격이었다고 한다. 이를 극복하기 위해 운동을 하고 해병대에 입대하면서 오늘날 같은 모습으로 변했다고 한다. 목소리는 상당히 미성이고 맑은 편이라 마이크웍에 이점이 되고 있다. 현재 에반스는 2023년 8월 14일 WWE 방출 이후 안나오는 상태다. 미국 조지아주 스테이츠보로라는 태어나는 모습이다.  

## Professional wrestling highlights
- Finishing moves
  - Cobra clutch - 2023
  - Diving moonsault
  - The Woman's Right (Right-handed knockout hook)
- Signature moves
  - Lady Breaker (Armbar)
  - Handstand bronco buster
  - Multiple kick variations
    - Jumping high
    - Legsweep
    - Running bycicle
    - Spinning hook

  - Slingshot elbow drop
  - Swinging reverse neckbreaker
- Nicknames
  - "Class Lady"
  - "The Lady of NXT"
  - "The Sassy Southern Belle"
- Entrance themes
  - "Bad Girl Good" Boy by Kimberly Korn (WWE NXT; 2016-2018)
  - "Like a Lady" by CFO$ (WWE NXT/WWE; 2018-2022)
  - "Bet On Me" by Def Rebel (WWE; 2022-2023)

## 수상
- APW 월드 헤비웨이트 챔피언 (1회)
- 랭크드 넘버 77 오브 더 탑 100 피멜 레슬링 인 더 PWI 피멜 100 인 2018
- 슬래미 어워드 (1회)
  - 트래쉬 토커 오브 더 이열 (2020) - 셰어드 위드 더 허트 비즈너스